# Спрінг-Гілл (округ Санта-Роза, Флорида)
Спрінг-Гілл (англ. Spring Hill) — переписна місцевість (CDP) в США, в окрузі Санта-Роза штату Флорида. Населення — 169 осіб (2020).

## Географія
Спрінг-Гілл розташований за координатами 28°28′45″ пн. ш. 82°31′47″ зх. д. / 28.47917° пн. ш. 82.52972° зх. д. (28.479207, -82.529658).  За даними Бюро перепису населення США в 2010 році переписна місцевість мала площу 161,24 км², з яких 154,90 км² — суходіл та 6,35 км² — водойми.

## Демографія
Згідно з переписом 2010 року, у переписній місцевості мешкала 98 621 особа в 39 078 домогосподарствах у складі 27 798 родин. Густота населення становила 612 осіб/км².  Було 44435 помешкань (276/км²).
Расовий склад населення:
| - 88,1 % — білих - 5,1 % — чорних або афроамериканців - 1,4 % — азіатів - 0,4 % — корінних американців - 2,5 % — осіб інших рас |

До двох чи більше рас належало 2,5 %. Частка іспаномовних становила 13,6 % від усіх жителів.
За віковим діапазоном населення розподілялося таким чином: 21,6 % — особи молодші 18 років, 56,2 % — особи у віці 18—64 років, 22,2 % — особи у віці 65 років та старші. Медіана віку мешканця становила 44,3 року. На 100 осіб жіночої статі у переписній місцевості припадало 90,4 чоловіків;  на 100 жінок у віці від 18 років та старших — 87,7 чоловіків також старших 18 років.
Середній дохід на одне домашнє господарство  становив 51 126 доларів США (медіана — 41 308), а середній дохід на одну сім'ю — 58 327 доларів (медіана — 48 683). Медіана доходів становила 38 823 долари для чоловіків та 32 939 доларів для жінок. За межею бідності перебувало 15,6 % осіб, у тому числі 25,2 % дітей у віці до 18 років та 8,5 % осіб у віці 65 років та старших.
Цивільне працевлаштоване населення становило 34 826 осіб. Основні галузі зайнятості: освіта, охорона здоров'я та соціальна допомога — 25,8 %, роздрібна торгівля — 16,0 %, мистецтво, розваги та відпочинок — 10,6 %, науковці, спеціалісти, менеджери — 9,2 %.